# زایسلمور ولفاسینگ
زایسلمور ولفاسینگ (به آلمانی: Zeiselmauer-Wolfpassing) یک منطقهٔ مسکونی در اتریش است که در ناحیه تولن واقع شده‌است. زایسلمور ولفاسینگ ۱۲٫۷ کیلومتر مربع مساحت دارد ۱۷۵ متر بالاتر از سطح دریا واقع شده‌است.